# Inishkea Islands SAC
Inishkea Islands SAC este o arie protejată (arie specială de conservare — SAC, sit de importanță comunitară — SCI) din Irlanda întinsă pe o suprafață de 1.239,38 ha, integral pe uscat.

## Localizare
Centrul sitului Inishkea Islands SAC este situat la coordonatele 54°07′46″N 10°12′20″W / 54.129495°N 10.20568°V.

## Înființare
Situl Inishkea Islands SAC a fost declarat sit de importanță comunitară în noiembrie 1997 pentru a proteja 1 specie de plante și 19 specii de animale. Situl a fost protejat și ca arie specială de conservare în iunie 2019.

## Biodiversitate
Situată în ecoregiunea atlantică, aria protejată conține 1 habitat natural: Machair (* habitat specific irlandez).
La baza desemnării sitului se află mai multe specii protejate:
- plante (1): Petalophyllum ralfsii
- păsări (18): pietruș (Arenaria interpres), Branta leucopsis, Calidris alba, fugaci de țărm (Calidris alpina), Calidris maritima, prundaș gulerat mare (Charadrius hiaticula), șoim călător (Falco peregrinus), becațină comună (Gallinago gallinago), scoicar (Haematopus ostralegus), Larus argentatus, pescăruș negricios (Larus fuscus), Larus marinus, ploier auriu (Pluvialis apricaria), chiră mică (Sterna albifrons), chiră de baltă (Sterna hirundo), Sterna paradisaea, fluierarul cu picioare roșii (Tringa totanus), nagâț (Vanellus vanellus)
- mamifere (1): Halichoerus grypus

Pe lângă speciile protejate, pe teritoriul sitului au mai fost identificate 3 specii de păsări.